# Elya Baskin
Ilya Zalmanovich Baskin (tiếng Nga: Илья (Элиа) Залманович Баскин; sinh ngày 11 tháng 8 năm 1950), được biết đến với nghệ danh Elya Baskin, là một diễn viên người Mỹ gốc Nga. Ông lần đầu tiên được chú ý nhờ vai diễn trong phim Moscow on the Hudson (1984), với vai diễn là bạn thân nhất của nhân vật Robin Williams. Ông cũng được biết đến khi đóng vai chủ nhà của Peter Parker, ông Ditkovich, trong Spider-Man 2 (2004) và Spider-Man 3 (2007).

## Tiểu sử
Baskin sinh ra trong một gia đình Do Thái ở Riga, Latvia Xô viết, Liên Xô, là con trai của Frieda và Zalman Baskin. Ông theo học trường Cao đẳng Nghệ thuật Đa dạng và Sân khấu có uy tín của Moskva và giành được Giải thưởng Diễn viên trẻ tại Liên hoan các Nhà hát Hài kịch Moskva.